# 奥林达 (加利福尼亚州)
奥林达（英語：Orinda），是美国加利福尼亚州康特拉科斯塔县下属的一个城市。于1985年7月1日建市。城市面积约为32.8平方公里，根据2010年美国人口普查，该市有人口17,643人。是舊金山灣區的一部份。